# Deutsche Volkspartei

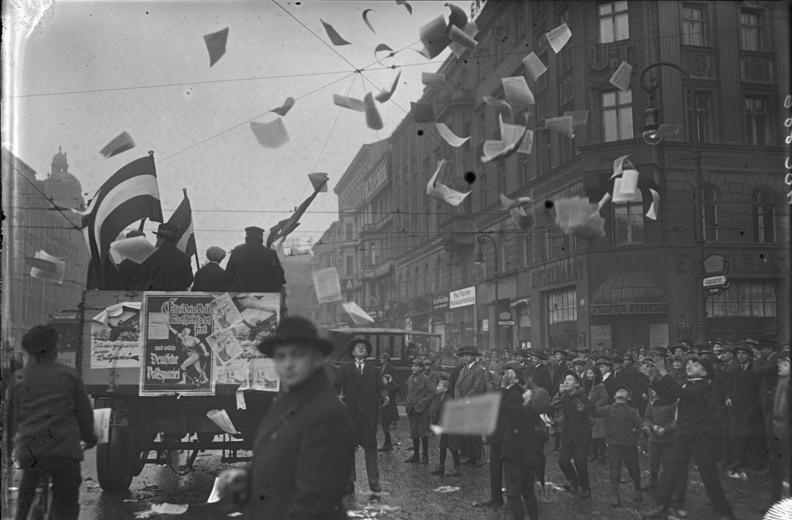
De DVP in de verkiezingscampagne van december 1924

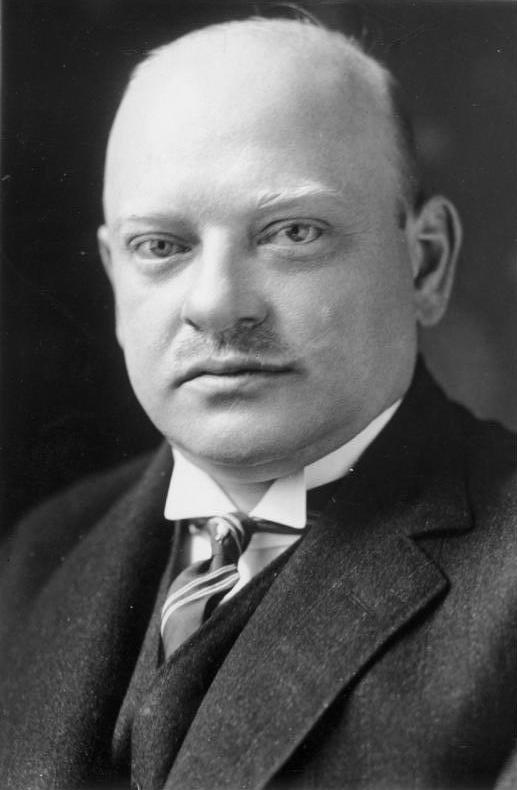
Gustav Stresemann (1878-1929), voorzitter van de DVP van 1918 tot 1929

De Deutsche Volkspartei (Duitse Volkspartij), was een Duitse conservatief-liberale partij ten tijde van de Weimarrepubliek. Ze stond in de traditie van de Nationalliberale Partei. In 1933 werd de DVP verboden. Na de Tweede Wereldoorlog sloten zich de voormalige leden aan vooral bij de FDP maar ook bij de CDU/CSU.

## Geschiedenis
Met de val van het Duitse Keizerrijk in november 1918 ontstond er binnen de conservatief-liberale Nationalliberale Partei en de links-liberale Fortschrittliche Volkspartei de behoefte om een krachtige, verenigde liberale volkspartij te op te richten. Op 15 november 1918 begonnen onderhandelingen tussen leiders van de NLP en de FVP die een dag later uitmondden in een akkoord dat de weg vrijmaakte voor de oprichting van een Deutsche Demokratische Partei. Toen de leider van de NLP, Gustav Stresemann zich bij de voorzitter van de oprichtingscommissie, Alfred Weber, meldde met het verzoek te mogen toetreden tot het bestuur van de nieuwe partij, maakte Weber bezwaar tegen Stresemann. Stresemann had tijdens de Eerste Wereldoorlog voor gebiedsuitbreiding van Duitsland gepleit. Op 18 november maakten Stresemann, Robert Friedberg, P.W. Vogel, Otto Hugo en andere leden van de NLP bekend geen steun meer te verlenen aan de oprichting van de DDP.
Op 20 november, de dag van de oprichting van de DDP, riepen Stresemann, Friedberg, Vogel en Hugo op tot de vorming van een Duitse Volkspartij. De oproep kon rekenen op de steun van het grootste deel van de vroegere NLP aanhangers, conservatieve industriëlen, de grote burgerij en een deel van de adel. Op 22 november 1918 werd de Deutsche Volkspartei "voorlopig" opgericht en 15 december 1918 werd de partij formeel opgericht. Op dezelfde dag koos een partijcongres het onlangs afgetreden partijbestuur van de NLP als nieuw partijbestuur van de DVP. Stresemann, de laatste voorzitter van de NLP, werd de eerste voorzitter van de DVP. De continuïteit met de vroegere NLP was hiermee een feit.
De nieuwe DVP was niet alleen een klassiek liberale partij, zij was ook nationalistisch, afkerig van de sociaaldemocratie, voorstander van een christelijk geïnspireerde politiek en in principe voorstander van het herstel van de monarchie. Daarnaast bekritiseerde de DVP het Verdrag van Versailles.
Hoewel de DVP de Grondwet van Weimar in 1919 van de hand wees en kritisch stond tegenover de SPD en het Zentrum, nam de DVP tussen 1920 en 1931 deel aan bijna alle rijksregeringen. Volgens Stresemann was de DVP als nationale partij moreel verplicht deel te nemen aan de regering om zo veel mogelijk punten van het DVP-programma te realiseren. Hoewel de DVP programmatisch niet zoveel verschilde van de conservatieve Duitse Nationale Volkspartij (Deutschnationale Volkspartei), wees Stresemanns DVP de acties van deze partij om de republiek te ondermijnen, af.
Bij de Rijksdagverkiezingen van juni 1920 verkreeg de nieuwe partij 13,9% van de stemmen, goed voor 62 zetels in de Rijksdag. Kort hierna trad de DVP met vier ministers toe tot het kabinet-Fehrenbach. Aan de kabinet-Wirth I en II nam de DVP niet deel, maar steunde het kabinet wel vanuit de Rijksdag. Aan het "economische kabinet" onder de partijloze Wilhelm Cuno nam de DVP wel deel (1922-1923), namelijk met twee ministers. In augustus 1923, na de val van het kabinet-Cuno, slaagde Stresemann erin een "grote coalitie" te vormen, bestaande uit de DVP, de SPD en het Zentrum. Stresemann werd niet alleen rijkskanselier, maar werd ook minister van Buitenlandse Zaken. Tijdens zijn rijkskanselierschap voerde de herstelbetalingen uit en knoopte hij nauwe betrekkingen aan met Frankrijk. Hoewel sinds november 1923 geen rijkskanselier meer, bleef Stresemann tot zijn dood in oktober 1929 minister van Buitenlandse Zaken. In 1925 sloot hij het Verdrag van Locarno en dankzij zijn inzet trad Duitsland in 1926 toe tot de Volkenbond.

### Teloorgang
Na het overlijden van Stresemann op 3 oktober 1929 bleef de DVP weliswaar in de regering vertegenwoordigd. Julius Curtius van de DVP was Stresemann opgevolgd als minister van Buitenlandse Zaken. Haar invloed nam echter af. Behaalde de DVP bij de Rijksdagverkiezingen van 1928 nog 45 zetels, bij de Rijksdagverkiezingen van 14 september 1930 verkreeg de DVP nog maar 30 zetels. De slechte verkiezingsresultaten van september 1930 resulteerde in het feit dat de DVP buiten het kabinet-Brüning II werd gehouden. Hierna nam de DVP geen deel meer aan de regeringen van de Weimarrepubliek.

Omstreeks 1930 nam de invloed van de rechtervleugel van de DVP toe. Eind 1930 maakte de gematigde partijleider Ernst Scholz plaats voor de jonge, rechtsgezinde Eduard Dingeldey, die sinds 1919 voorzitter van de DVP in de deelstaat Hessen was geweest. Dingeldey was een groot voorstander van samenwerking met de rechtse DNVP. Onder zijn invloed werd in 1932 een lijstverbinding gevormd met de DNVP, die gekant was tegen de SPD en het Zentrum.
De lijstverbinding met de DNVP leverde geen goede resultaten op voor de DVP. Bij de Rijksdagverkiezingen van 31 juli 1932 verkreeg de DVP maar 1,2% van de stemmen, wat maar 7 zetels opleverde in de Rijksdag (een verlies van 23 zetels). Bij de Rijksdagverkiezingen van 6 november 1932 klom de DVP op naar 11 zetels. Bij de laatste Rijksdagverkiezingen van de Weimarrepubliek, op 5 maart 1933, viel de DVP terug naar 2 zetels. Kort hierop gingen er binnen de DVP stemmen op om de partij te laten opgaan in de NSDAP van Hitler. Groot pleitbezorger van dit idee was de plaatsvervangend voorzitter, Otto Hugo. Dingeldey verwierp deze plannen echter in juni 1933. Nog geen maand later, op 4 juli 1933 - de machtsovername van de nationaalsocialisten was toen al een feit -, hief de partij zichzelf op.

### Na de Tweede Wereldoorlog
Na de Tweede Wereldoorlog namen voormalige DVP-leden deel aan de oprichting van de Freie Demokratische Partei en van de Christlich-Demokratische Union.

## Afsplitsingen
In 1924 scheidden een aantal rechtse leden onder Albert Vögler zich van de DVP af en richtten de Nationalliberale Reichspartei op. In 1925 ging deze partij reeds op in de DNVP.

## Ideologie
Ideologisch gezien was de DVP een combinatie van een klassiek liberale en gematigd nationalistische partij. Het liberalisme van de partij was vooral economisch van aard.
Veel aanhang had de partij onder de grote ondernemers en rijke burgerlijke families. De partij had weinig tot geen aanhangers onder de arbeiders, noch onder de kleine middenklasse (daar vond men vooral DDP- en Zentrum-stemmers). Hoe protestantser een streek, des te meer DVP-aanhangers: rooms-katholieke aanhangers (met uitzondering van enkele rijke wijnboeren in het zuidwesten van Duitsland) kende de partij nauwelijks.

## Verkiezingsuitslagen 1919-1933
| Datum             | Zetels | %     |
| ----------------- | ------ | ----- |
| 19 januari 1919   | 19     | 4,4%  |
| 6 juni 1920       | 62     | 13,9% |
| 4 mei 1924        | 45     | 9,2%  |
| 7 december 1924   | 51     | 10,1% |
| 20 mei 1928       | 45     | 8,7%  |
| 14 september 1930 | 30     | 4,7%  |
| 31 juli 1932      | 7      | 1,2%  |
| 6 november 1932   | 11     | 1,9%  |
| 5 maart 1933      | 2      | 1,1%  |

## Voorzitters
| Persoon           | Periode     |
| ----------------- | ----------- |
| Gustav Stresemann | 1918 - 1929 |
| Ernst Scholz      | 1929 - 1931 |
| Eduard Dingeldey  | 1931 - 1933 |

## Partijprominenten
- Heinrich Bömers, senator in Bremen
- Wilhelm Bünger, minister-president van Saksen
- Julius Curtius, rijksminister van Economische Zaken en Buitenlandse Zaken
- Eduard Dingeldey, voorzitter DVP 1931-1933
- Carl von Halfern, Oberpräsident van Pommeren
- Rudolf Heinze, rijksminister van Justitie
- Richard Leutheußer, minister-president van Thüringen
- Hermann Reincke-Bloch, minister-president van Mecklenburg-Schwerin
- Wilhelm Schmiedling, Landesdirektor (= minister-president) van Waldeck
- Ernst Scholz, rijksminister van Economische Zaken, voorzitter DVP 1929-1931
- Gustav Stresemann, rijkskanselier, rijksminister van Buitenlandse Zaken, voorzitter DVP 1918-1929
- Eduard Mittenzwey, Geheimraad en Landesgerichtspräsident in Eisenach